# Better (álbum)
Better (estilizado en mayúsculas), es el décimo álbum de estudio en coreano de la cantante surcoreana BoA. Fue lanzado el 1 de diciembre de 2020, por SM Entertainment, para conmemorar su vigésimo aniversario de carrera. El álbum incluye 11 canciones con «Better» como sencillo principal. El 18 de julio del 2022, la misma canción «Better» fue lanzada en versión china, junto con la cantante china Xin.

## Antecedentes y lanzamiento
El 5 de noviembre de 2020, SM Entertainment anunció el regreso de BoA con su décimo álbum de estudio coreano titulado Better, dos años después del lanzamiento de su noveno álbum Woman en 2018. Este nuevo álbum marca el vigésimo aniversario de la cantante desde su debut en 2000. La preventa inició el mismo día. Un teaser para el videoclip de «Better», el sencillo principal, fue lanzado el 30 de noviembre. El disco fue lanzado el 1 de diciembre de 2020, por SM Entertainment, a través de varios portales de música. El vídeo musical del sencillo fue lanzado junto con el álbum.

Todavía no puedo creer que hayan pasado 20 años desde mi debut, [...] siento que la gente a mi alrededor le está dando más significado a esto que yo misma. Preparándome para Better, traté de mantenerme más alegre porque temía no poder dejarlo ahora si también le ponía mucho significado y lo hacía demasiado pesado.
BoA en el álbum y su vigésimo aniversario, The Korea Times

El álbum físico estuvo disponible para su compra el 2 de diciembre de 2020 y tiene dos ediciones: regular y limitada. La versión limitada estaba disponible en dos ediciones «especiales»: amarillo y beige. Un par de horas después del lanzamiento del álbum, BoA celebró un show en vivo en línea titulado «Better BoA» que fue transmitido a través V Live.

## Recepción crítica
Better se clasificó en las listas de los mejores álbumes de 2020 de varios sitios web. Se ubicó en el sexto puesto «Los 20 mejores regresos de K-pop de 2020» de Metro UK y en el primer lugar de «Los 10 mejores álbumes de K-pop de 2020» de Billboard. Billboard describió el álbum como «uno de sus discos más fuertes hasta la fecha, y está lleno de canciones que la presentan como alguien segura en su arte; su excelencia es obvia». Además, la canción «Start Over» fue nombrada el  mejor lado B de K-pop de 2020 por MTV.

### Reconocimientos
| Crítico/Publicación      | Lista                                                          | Puesto | Ref.   |
| ------------------------ | -------------------------------------------------------------- | ------ | ------ |
| Rolling Stone India      | 10 mejores álbumes de K-pop de 2020                            | 10     | [ 15 ] |
| Billboard                | 10 mejores álbumes de K-Pop de 2020: selecciones de la crítica | 1      | [ 13 ] |
| KultScene                | 50 mejores canciones de K-pop de 2020                          | 24     | [ 16 ] |
| Metro UK                 | Los 20 mejores regresos del K-pop de 2020                      | 6      | [ 17 ] |
| MTV                      | Los mejores B-sides del K-pop de 2020                          | 1      | [ 14 ] |
| South China Morning Post | Los mejores álbumes en solitario de K-pop de 2020              | —      | [ 18 ] |
| QQ Music                 | Las 100 mejores canciones de K-pop de 2020                     | 16     | [ 19 ] |

## Lista de canciones
| Better |                    |                 |                                                           |          |  |
| N.º    | Título             | Letras          | Música                                                    | Duración |  |
| 1.     | «Better»           | Yoo Young-jin   | Yoo Young-jin, Aston Rudi, Awa Santesson-Sey, Jay-Keyz    | 3:19     |  |
| 2.     | «Temptations»      | Yubin Hwang     | Moonshine, Realmeee, Nicole 'Kole' Cohen                  | 3:15     |  |
| 3.     | «Cloud»            | BoA             | BoA, BXN, Park Seohyun                                    | 3:46     |  |
| 4.     | «All That Jazz»    | BoA             | BoA, Shaun Kim                                            | 3:58     |  |
| 5.     | «L.O.V.E»          | BoA             | Kenzie, Greg Bonnick, Hayden Chapman                      | 3:16     |  |
| 6.     | «Cut Me Off»       | Kenzie          | Leon Paul Palmen, Emilie Adams                            | 3:05     |  |
| 7.     | «Got Me Good»      | JQ, Park Ji-hee | Moonshine, Matilda Gratte, Linnea Norlen                  | 3:04     |  |
| 8.     | «Honey & Diamonds» | Jo Yoon-kyung   | OKAY! KENJI, Maxx Song, Krysta Youngs, Julia Ross         | 3:54     |  |
| 9.     | «Start Over»       | Isran           | Riley Biederer, Mick Coogan, Rosi Golan, Marcus Andersson | 3:08     |  |
| 10.    | «Gravity»          | Kim Yeon-seo    | Simon Petren, Kim Yeon-seo                                | 3:31     |  |
| 11.    | «Little Bird»      | BoA             | BoA, Shaun Kim                                            | 3:27     |  |
| 37:43  |                    |                 |                                                           |          |  |

Nota
- «Better» contiene un sample de «Like I Do» interpretada por AWA.[20]

## Posiciones en listas
| Lista (2020)         | Mejor posición |
| -------------------- | -------------- |
| Corea del Sur (Gaon) | 9              |